# Frank H. Gunnell
Frank Hawkes Gunnell est un géologue et paléontologue américain de l'Utah.
En 1931, il décrit le genre de conodontes Idiognathodus.

## Publications
- (en) Conodonts from the Fort Scott Limestone of Missouri, Journal of Paleontology, Vol. 5, no 3, septembre 1931, pages 244-252.
- (en) Conodonts and fish remains from the Cherokee, Kansas City, and Wabaunsee groups of Missouri and Kansas, Geology, 1er septembre 1933.